# 霍伊谢尔海姆-克林根
霍伊谢尔海姆-克林根是德国莱茵兰-普法尔茨州的一个市镇。总面积7.38平方公里，总人口903人，其中男性463人，女性440人（2011年12月31日），人口密度122人/平方公里。